# Assar Lindbeck
Carl Assar Eugén Lindbeck, född 26 januari 1930 i Umeå, död 28 augusti 2020 i Oscars distrikt i Stockholm, var en svensk nationalekonom och professor i nationalekonomi verksam vid Institutet för internationell ekonomi (IIES) vid Stockholms universitet och vid Institutet för Näringslivsforskning (IFN). 

## Familj och studier
Lindbeck var son till socialvårdskonsulenten Carl Lindbäck och småskolläraren Eugenia Sundelin samt från 1953 gift med farmaceuten Dorothy Nordlund (1932–2007). Han blev politices magister vid Uppsala universitet 1952 och filosofie licentiat vid Stockholms högskola 1957 samt promoverades 1963 till filosofie doktor i nationalekonomi vid Stockholms universitet, där han 1962 blivit docent.

## Forskning och samhällsdebatt

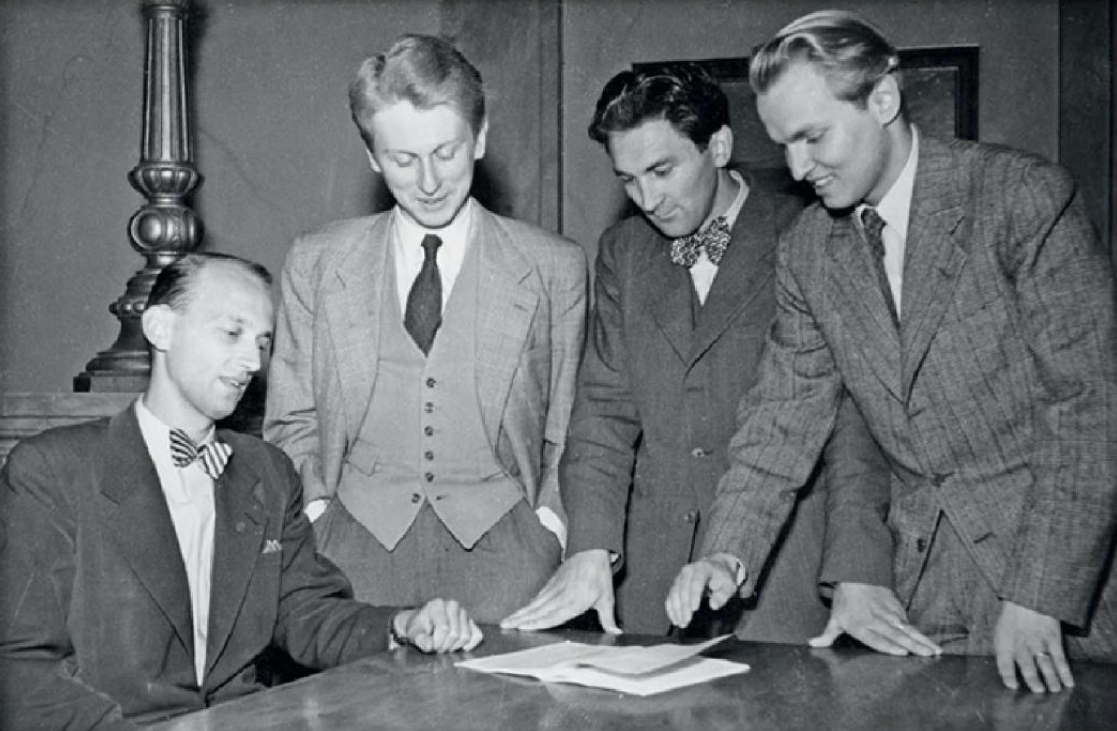
Studentdebatt i Uppsala 1952. Från vänster Håkan Berg (fp), Hans von Friesen (h), Lennart Pettersson (bf) och Assar Lindbeck (s). Fotot hämtat ur Lindbecks memoarer.

Lindbecks forskning behandlade bland annat arbetslöshet (där han förespråkade användade av insider-outsider-teori som förklaring till denna), välfärdsstaten (bland annat effekten av föränderliga sociala normer) och Kinas reformerade ekonomi. Han disputerade vid Stockholms universitet 1963 på avhandlingen A study in monetary analysis. Åren 1964–1971 innehade han A O Wallenbergs professur i nationalekonomi och bankvetenskap vid Handelshögskolan i Stockholm. Under åren 1971 till 1995 var Lindbeck chef för Institutet för internationell ekonomi.
Lindbeck var under lång tid förknippad med socialdemokratin och sågs som en av rörelsens främsta ekonomiska tänkare. Detta fick dock ett abrupt slut när Lindbeck under stor medial uppmärksamhet lämnade socialdemokraterna till följd av partiets inställning i löntagarfondsfrågan under valrörelsen 1982. Lindbecks utträde ur partiet användes även flitigt av borgerligheten som argument mot löntagarfondssystemet, vilket gjorde att Lindbecks ekonomiska argument mot löntagarfonderna fick stor spridning. 
Lindbeck var ordförande för Ekonomikommissionen, även kallad Lindbeckkommissionen, 1992–1993. Denna utsågs av Sveriges regering i samband med den ekonomiska krisen i början av 1990-talet och kom med förslag, bitvis kontroversiella, med mål att förbättra Sveriges ekonomi och konkurrenskraft.
Lindbeck var 1969–1994 ledamot i Kommittén för Sveriges Riksbanks pris i ekonomisk vetenskap till Alfred Nobels minne, varuti han 1980 till 1994 var kommitténs ordförande. Han var ledamot av Kungliga Vetenskapsakademien, av Ingenjörsvetenskapsakademien sedan 1970 och av Finska Vetenskapsakademien sedan 1972. År 2006 utnämndes han till hedersdoktor vid Islands universitet.
Sedan 1960-talet kritiserade Lindbeck den svenska hyresregleringen. Detta har resulterat i ett av hans mest bevingade citat: "Näst efter bombningar är hyresregleringar det säkraste sättet att förstöra en stad på". Han deltog ännu 2017 i svensk ekonomisk debatt.
År 2012 kom Lindbeck ut med sina memoarer i boken Ekonomi är att välja. Makarna Lindbeck är begravna på Skogskyrkogården i Stockholm.

## Vetenskapliga verk
Lindbeck har skrivit ett stort antal vetenskapliga artiklar och böcker, bland andra:
- The housing shortage. A study of the price system in the housing market (med Ragnar Bentzel och Ingemar Ståhl), Almqvist & Wiksell, Stockholm, 1963.
- The Insider-Outsider Theory of Employment and Unemployment, (med Dennis Snower) MIT Press, Cambridge, Massachusetts, 1988.
- Det svenska experimentet, SNS Förlag, 1998.

## Priser och utmärkelser
- 1981 – Natur & Kulturs Kulturpris
- 2001 – Ingenjörsvetenskapsakademiens stora guldmedalj "för synnerligen betydelsefull gärning som ledande forskare och forskarutbildare i nationalekonomi, som vetenskaplig drivkraft bakom utvecklandet av Institutet för internationell ekonomi till ett forskningscentrum med utomordentligt högt anseende i världen samt som utvecklingspåverkande analytiker, utredare och opinionsbildare i centrala ekonomisk-politiska problemställningar i vårt land."[19]
- 2007 instiftade Nationalekonomiska Föreningen ett pris benämnt Assar Lindbeck-medaljen för att hedra Lindbecks "mångskiftande och banbrytande insatser" inom den ekonomiska vetenskapen.[20]